# BBC World Service Television
BBC World Service Television - marka używana w latach 1991 - 1995 przez BBC dla oznaczenia kanałów nadawanych dla publiczności poza Wielką Brytanią. Marka ruszyła 11 marca 1991 i zakończyła działalność 15 stycznia 1995 (wtedy zastąpiono BBC World) i 29 stycznia 1995 (przemiana na BBC Prime).  Faktycznie były to dwa zupełnie różne kanały, nadające pod tą samą nazwą. W Europie stacja różniła się od wcześniejszego BBC TV Europe jedynie tym, że zamiast serwisów produkowanych przez BBC One i BBC Two na rynek brytyjski, pokazywała własne wiadomości, World Service News. W Azji pod tą nazwą emitowano całodobowy kanał informacyjny.